# Terminologicentrum TNC
AB Terminologicentrum TNC (ofta kallat TNC eller Terminologicentrum) var ett svenskt centrum för terminologi och fackspråk. Det grundades år 2000, då det efterträdde Tekniska nomenklaturcentralen, som verkade åren 1941–2000. På grund av bland annat uteblivet statligt stöd lades TNC ned vid årsskiftet 2018/2019; delar av dess verksamhet togs då över av Språkrådet vid Institutet för språk och folkminnen (Isof).
TNC var samägt av ett antal bransch- och landsomfattande organisationer, sista åren med Swedish Standards Institute (SIS) som huvudägare. Verksamheten bedrevs med statligt bidrag, motsvarande cirka halva omsättningen, först från Näringsdepartementet och därefter (sedan 2017) från Kulturdepartementet via Isof för att "genom terminologiarbete verka för en effektiv fackspråklig kommunikation i det svenska samhället".

## Historik
Tekniska nomenklaturcentralen TNC grundades 1941 i Västerås, som en ideell förening. Initiativet kom bland annat från Ingenjörsvetenskapsakademien, som hade tillsatt en nomenklaturkommitté redan den 15 januari 1936, och från Asea. 
Från starten och under de första sexton åren utfördes arbetet av verkställande ledamoten John Wennerberg, som 1957 efterträddes av Stig H:son Tideström.
Efter en konkurs i augusti 2000 rekonstruerades TNC under namnet Terminologicentrum TNC, på initiativ från personalen och med stöd från Swedish Standards Institute.
Vid Terminologicentrum arbetade hösten 2014 totalt åtta personer.
I förslaget till statsbudget för 2015 planerade regeringen en nedskärning av statsanslagen till TNC. För 2015 föreslogs att anslaget skulle vara 4,2 miljoner kronor, medan anslaget för 2016 sades bli 273 000 kronor. Denna över 90-procentiga nedskärning av anslaget skulle enligt flera bedömare leda till att TNC lades ner och ett flertal andra verksamheter med kopplingar till svenska språket allvarligt påverkades. Budgetförslaget mottogs med bestörtning eller förstämning från flera språkvårdande instanser, och bland annat undertecknade samtliga ledamöter i Svenska Akademien en debattartikel i Dagens Nyheter där de ansåg att förslaget inte stod i "någon som helst proportion till den skada som kommer att uppstå, inte minst i det långa loppet".
I budgetpropositionen för 2017 flyttades statsanslaget från Näringsdepartementet till Kulturdepartementet och ansvaret för det offentliga terminologiarbetets organisation och struktur gavs till Språkrådet vid Isof, Institutet för språk och folkminnen. I budgetpropositionen föreslogs också en utredning för att inrikta bidraget till Terminologicentrum TNC på ett antal allmännyttiga tjänster. Anslaget var oförändrat 2018.
Vid TNC:s årsstämma den 22 februari 2018 beslutades om frivillig likvidation, och återstående två anställda sades upp den 1 april samma år. Formellt lades TNC ned vid årsskiftet 2018/2019. Efter avvecklingen av TNC är det Språkrådet vid Isof som har till uppdrag att upprätthålla terminologiverksamheten enligt sin myndighetsinstruktion.
I december 2018 bildades den ideella föreningen Terminologifrämjandet som Sveriges nya plattform för terminologi och fackspråk. Föreningen fick möjlighet att återanvända material från TNCs tidigare webbplats, och också att rikta om från den webbplatsen till föreningens nya webbplats.

## Verksamhet och finansiering
Terminologicentrum TNC var till formen ett aktiebolag.
Terminologicentrum TNC hade också ett fortsatt allmännyttigt uppdrag och erhöll ett statligt bidrag från Näringsdepartementet för att genom terminologiarbete verka för en effektiv fackspråklig kommunikation i det svenska samhället. 2017 beslutas att bidraget i stället ska komma från Kulturdepartementet via Institutet för språk och folkminnen. Terminologicentrum utvecklade Rikstermbanken, en nationell termbank med svenska termer och definitioner samt motsvarigheter på andra språk från så många fackområden som möjligt.
Både före och efter ombildningen arbetade Terminologicentrum TNC med fackspråk och terminologi inom olika områden och gav bland annat ut ordlistor över terminologin i skilda branscher. Terminologicentrum TNC svarade också på terminologifrågor, framställde handböcker om skrivregler, fackspråk och terminologiarbete samt höll kurser och föredrag om terminologi, begreppsanalys och fackspråk. Terminologicentrum TNC tog emot uppdrag från både offentlig och privat sektor. 
Terminologicentrum var ett av de svenska språkvårdsorgan inom samarbetet i Språkvårdsgruppen. Vidare hade Terminologicentrum TNC ett internationellt samarbete med bland annat Europeiska terminologiföreningen (EAFT), ISO/TC37 och med terminologer och översättare inom Europeiska unionen.

## Källhänvisningar
1. 1 2  "AB Terminologicentrum TNC". NE.se. Läst 5 november 2014.
2. ↑  "Terminologi i centrum". Tnc.se. Läst 5 november 2014.
3. ↑  "TNC 2011–2013". Arkiverad 20 december 2014 hämtat från the Wayback Machine. Tnc.se. Läst 5 november 2014.
4. ↑  John Wennerberg och TNC i Teknisk Tidskrift (1957).
5. ↑  "AB Terminologicentrum TNC". Arkiverad 5 november 2014 hämtat från the Wayback Machine. Allabolag.se. Läst 5 november 2014.
6. ↑  Anders (2014-10-28): "TNC hotas av nedläggning när bidrag chockbantas". Arkiverad 30 oktober 2014 hämtat från the Wayback Machine. Spraktidningen.se. Läst 30 oktober 2014.
7. ↑  "Terminologicentrum, TNC, mister statsbidrag". Arkiverad 30 oktober 2014 hämtat från the Wayback Machine. Namninsamling.com. Läst 30 oktober 2014.
8. ↑  "Akademi-ilska mot språkbesparing". HD.se Läst 19 november 2014.
9. ↑  ”Budgetpropositionen för 2017 - Utgiftsområde 17 Kultur, medier, trossamfund och fritid”. http://www.regeringen.se/4a6b83/contentassets/e926a751d9eb4c978c4d892c659ebc8e/utgiftsomrade-17-kultur-medier-trossamfund-och-fritid. Läst 12 mars 2017.
10. ↑  Svensson, Anders (maj 2018). ”Låt inte svenskan förlora”. Språktidningen. http://spraktidningen.se/artiklar/2018/05/lat-inte-svenskan-forlora. Läst 5 juni 2018.
11. ↑  Terminologifrämjandet – webbplats